# Thobias Fredriksson
Thobias Fredriksson (n. 4 aprilie 1975, Dals Rostock⁠(d), Älvsborg County⁠(d), Suedia) este un schior de fond ce a reprezentat Suedia, medaliat olimpic. A participat la 2 ediții ale Jocurilor Olimpice (2002, 2006) în care a câștigat o medalie de aur și o medalie de bronz.